# Gerbrand Bakker (író)
Gerbrand Bakker (Wieringerwaard, 1962. április 28. –) holland író.

## Életrajza
Szakmáját tekintve kertész, 2006-ban szerezte meg a kertészkedési engedélyt. Azt mondja, az írás és a kertészkedés összeegyeztethető. Bakker télen korcsolyaoktatóként dolgozik. 2007 szeptembere óta a De Groene Amsterdammer független hetilap rendszeres rovatvezetője.
Gerbrand Bakker Leeuwardenben kulturális munkát, az Amszterdami Egyetemen holland nyelvet és irodalmat tanult, történelmi nyelvészet szakirányon. Korábban feliratozóként dolgozott a holland televízióban, különösen a The Bold and the Beautiful című amerikai szappanoperában. Bakker azt mondta: "Csak fecsegnek és fecsegnek, de a képernyőn csak hét másodperced van egy feliratra. Ezt tanította meg nekem a The Bold and the Beautiful. Megtanultam kihagyni dolgokat." Kedvenc könyvei közé tartozik Iris Murdoch: A tenger, a tenger, Edmund White: The Beautiful Room Is Empty, A. A. Milne: Micimackó és Kenneth Grahame: Szél lengeti a fűzfákat. Nem szeret repülni.

## Művei
Boven is het stil
Bakker 2002-ben Korzikán nyaralva hegyekben túrázott, amikor először gondolt a Boven is het stil (Az iker) című regényre. 2002-ben egy fiúról gondolkodott, aki "valami szörnyűséget tehetne az apjával", de "frusztrált" volt, amikor az ötlet nem jutott tovább, mígnem egy nap találomra írni kezdett. 2006-ban jelent meg a Boven is het stil, majd 2008-ban The Twin címmel az angol fordítása következett. A regény holland címét úgy lehetne fordítani, hogy "Fent minden csendes".
Amszterdam, Hága, Utrecht és Eindhoven könyvtárai jelölték a Boven is het stil-t a Dublini Nemzetközi Irodalmi Díjra. 2010. június 17-én Bakker Dublinban vette át a díjat. 2010-ben ő volt az első holland író, aki elnyerte a díjat, a világ legjövedelmezőbb egyéni irodalmi díját, amely 100 000 euróval jár. 155 címet győzött le több mint 40 országból. A zsűri szerint írása "csodálatos: visszafogott és világos", és Bakker "kiválóan ért a párbeszédekhez". A Boven is het stil-t J. M. Coetzee is dicsérte. Bakker arról beszélt, hogy "le kell feküdnie egy kicsit", amikor bejelentették, hogy ő lett a győztes, és azt mondta: "Ez csodálatos." Mivel úgy döntött, hogy nem mond beszédet, ehelyett szalagról lejátszotta a "Waar is de zon?", az 1994-es Eurovíziós Dalfesztivál holland versenyének (amely szintén Dublinban zajlott) felvételét.
Ausztrál fordítójának, David Colmernek tulajdonította, hogy segített "rájönnöm, hogy ez tényleg egy könyv, és én író vagyok." Colmer lefordította a könyvet az eredeti holland nyelvről angolra, és 25 000 eurót kapott a nyereményből az erőfeszítéseiért. Bakker azt mondta, hogy a pénzből egy holland szürke lovat akar venni, mivel "egyszerűen imádom ezeket a nagy állatokat."
De omweg
2010 októberében jelent meg harmadik felnőtt regénye, a De omweg (A kitérő), amelyet később The Detour címmel fordított le angolra, szintén David Colmer. Ez egy tanulmány az önkeresésről, az önérvényesítésről és a fájdalom természetéről, amelyet egy középkorú holland nő mesél el, aki elmenekült férje elől, hogy a vidéki Wales magányában éljen. 2013-ban elnyerte az Independent Foreign Fiction Prize-t.
Bakker szerint a De omweg élete egy "rendkívül depressziós" időszakából származik. "Ösztönösen írok. Valami ki akar jönni belőlem. Csak most látom, hogy ez a könyv borzasztóan sokat szól rólam. Az elmém mélyéről írok. Nem látom, mit csinálok."
Juni
A Juni (Június) Bakker második felnőtt regénye, amely 2009-ben jelent meg.
Egyéb művei között szerepel egy gyermekszótár és a Perenbomen bloeien wit (A körtefák fehéren virágoznak) című ifjúsági regény.

## Bibliográfia
- Etymologisch woordenboek voor beginners, of Hoe het mannetje mannequin werd (1997)
- Het tweede etymologisch woordenboek voor beginners, of Hoe het karretje carrière maakte (1998)
- Perenbomen bloeien wit (1999) ISBN 9024536456, ifjúsági regény
- Wab : (woordenboek voor aankomende brugklasser) (2006) ISBN 9067344613
- Junior etymologisch woordenboek (2006) ISBN 9067344311
- Boven is het stil (2006) ISBN 9059361067, ISBN 9789059361065 (24. kiadás 2013)
- Bruiloft zonder bruidspaar (2008) kifejezetten a Literaire Juweeltjes sorozathoz íródott. ISBN 9789085161110
- Ezel, schaap en tureluur (2009) ISBN 9789059362345
- Juni (2009) ISBN 9789059362567 (5. kiadás 2011)
- De Omweg (2010) ISBN 9789059362949 (5. kiadás 2012)
- Populierensap. Een bomendagboek (2011), megjelent az ECI Neves írók sorozatában. ISBN 9789085643715
- Gras, om languit op te liggen (2011), kiadvány a Plukker in Schagen könyvesbolt újranyitására.
- Jasper en zijn knecht (2016), önéletrajzi mű az Arbeiderspers Privé-domein (no 287) sorozatában. ISBN 9789029505123
- Rotgrond bestaat niet (2018), tényirodalmi mű, 160 oldal. ISBN 9789059367999
- Knecht, alleen (2020), önéletrajzi mű az Arbeiderspers Privé-domein sorozatában (nr. 309) van de Arbeiderspers. ISBN 9789029542081
- De 3 bestaat niet. Een wandeling (2020), Van Oorschot kiadó, ISBN 9789028220058
- De kapperszoon (2022), Cossee kiadó, ISBN 9789464520019
- Moeder, na vader (2023), önéletrajzi mű az Arbeiderspers Privé-domein sorozatban (nr. 324) ISBN 9789029550147

### Magyarul megjelent
- Az iker (Boven is het stil) – Magvető, Budapest, 2013 · ISBN 9789631430424 · fordította: Szőcs Petra
- A borbély fia (De kapperszoon) – Jelenkor, Budapest, 2024 · ISBN 9789635182787 · fordította: Wekerle Szabolcs

## Fordítás
- Ez a szócikk részben vagy egészben  a   Gerbrand Bakker (novelist) című angol Wikipédia-szócikk fordításán alapul.  Az eredeti cikk szerkesztőit annak laptörténete sorolja fel. Ez a jelzés csupán a megfogalmazás eredetét és a szerzői jogokat jelzi, nem szolgál a cikkben szereplő információk forrásmegjelöléseként.